# Hexisopus abnormis
Hexisopus abnormis är en spindeldjursart som först beskrevs av Roewer 1932.  Hexisopus abnormis ingår i släktet Hexisopus och familjen Hexisopodidae. Inga underarter finns listade i Catalogue of Life.